# پوسیدگی غلاف پرچم
پوسیدگی غلاف پرچم (نام علمی: Sarocladium oryzae) نام یک گونه از subdivision قارچ‌های فنجانی است.